# Mengstraße

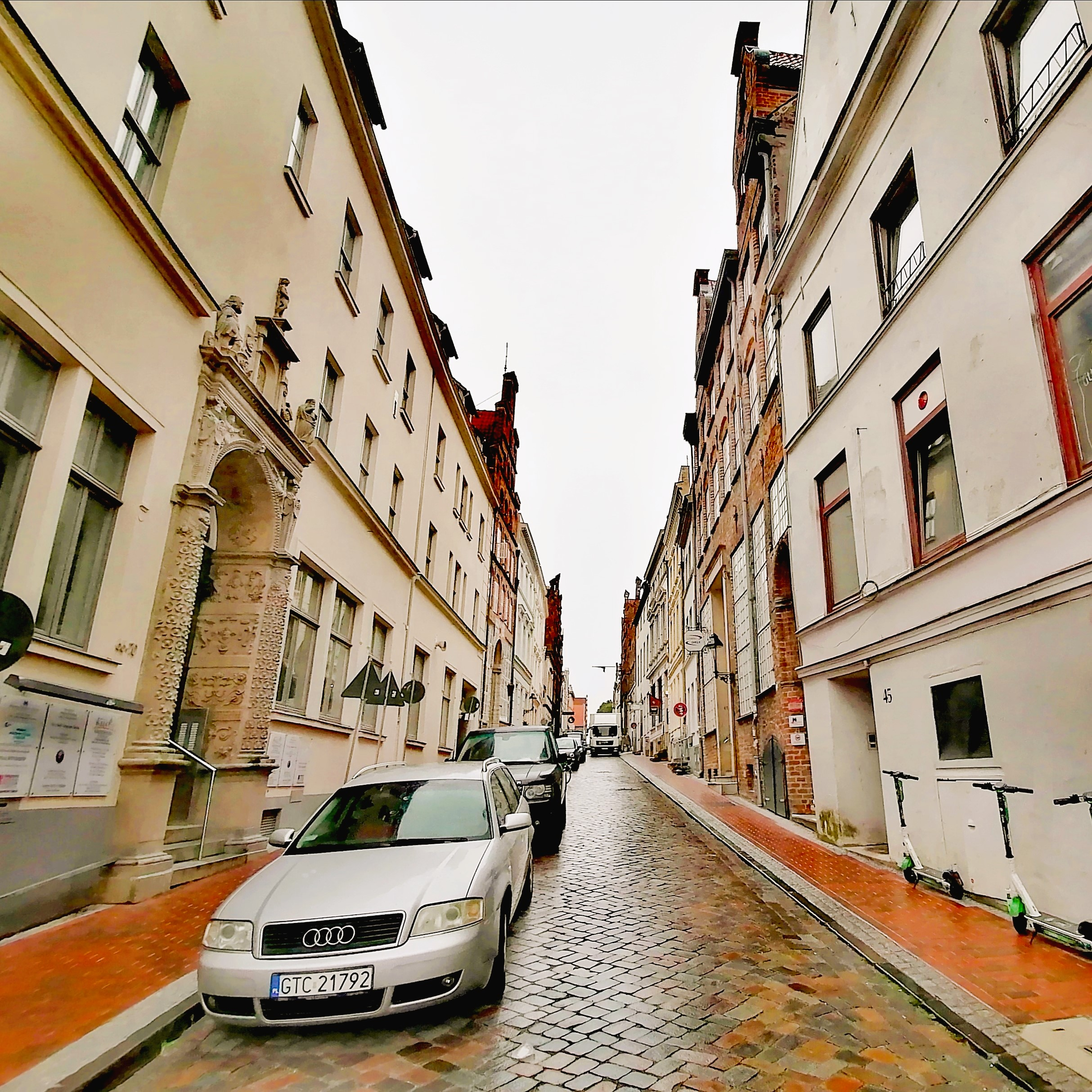
Die untere Mengstraße mit erhaltener historischer Bebauung

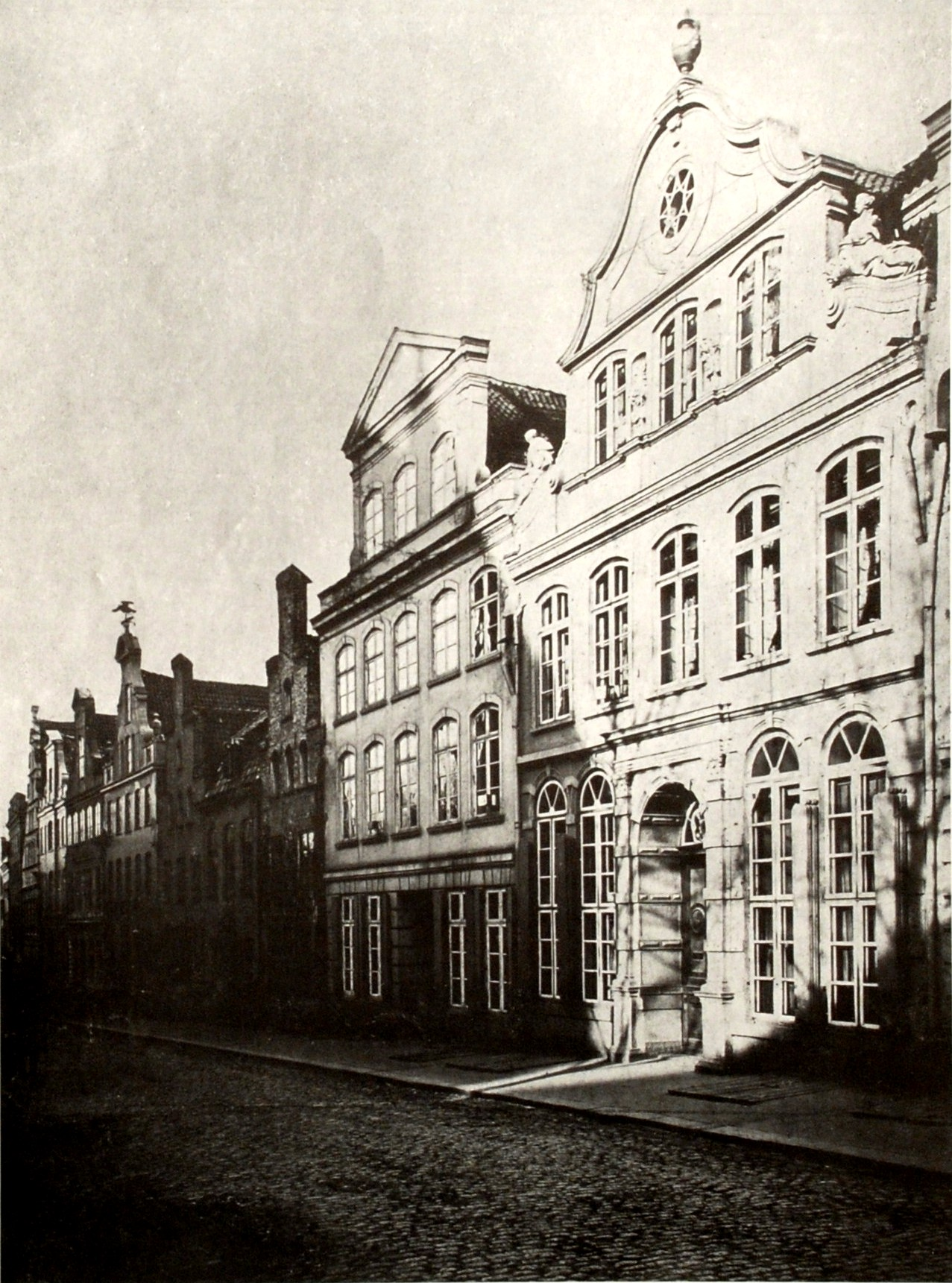
Obere Mengstraße 1870

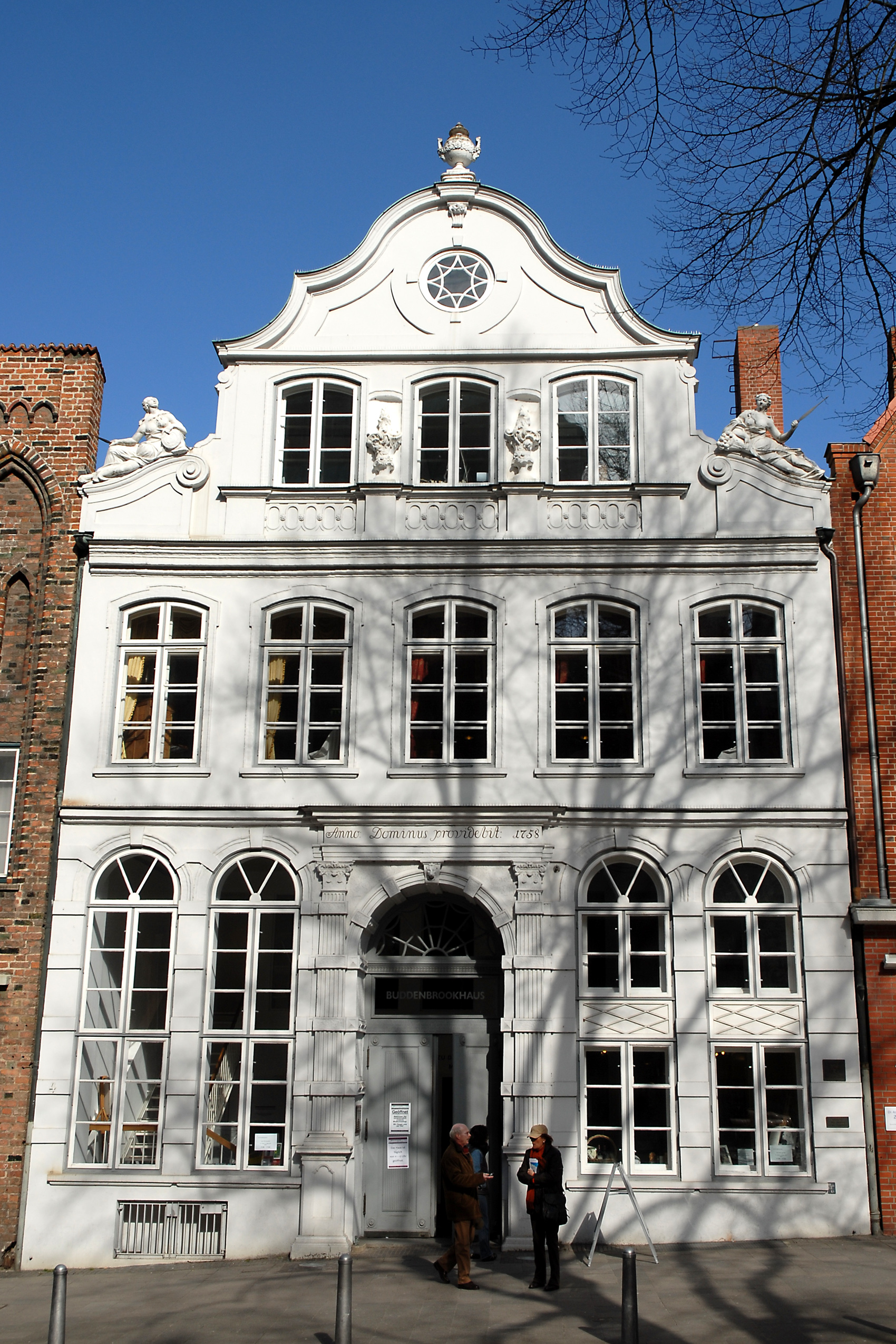
Das Buddenbrookhaus

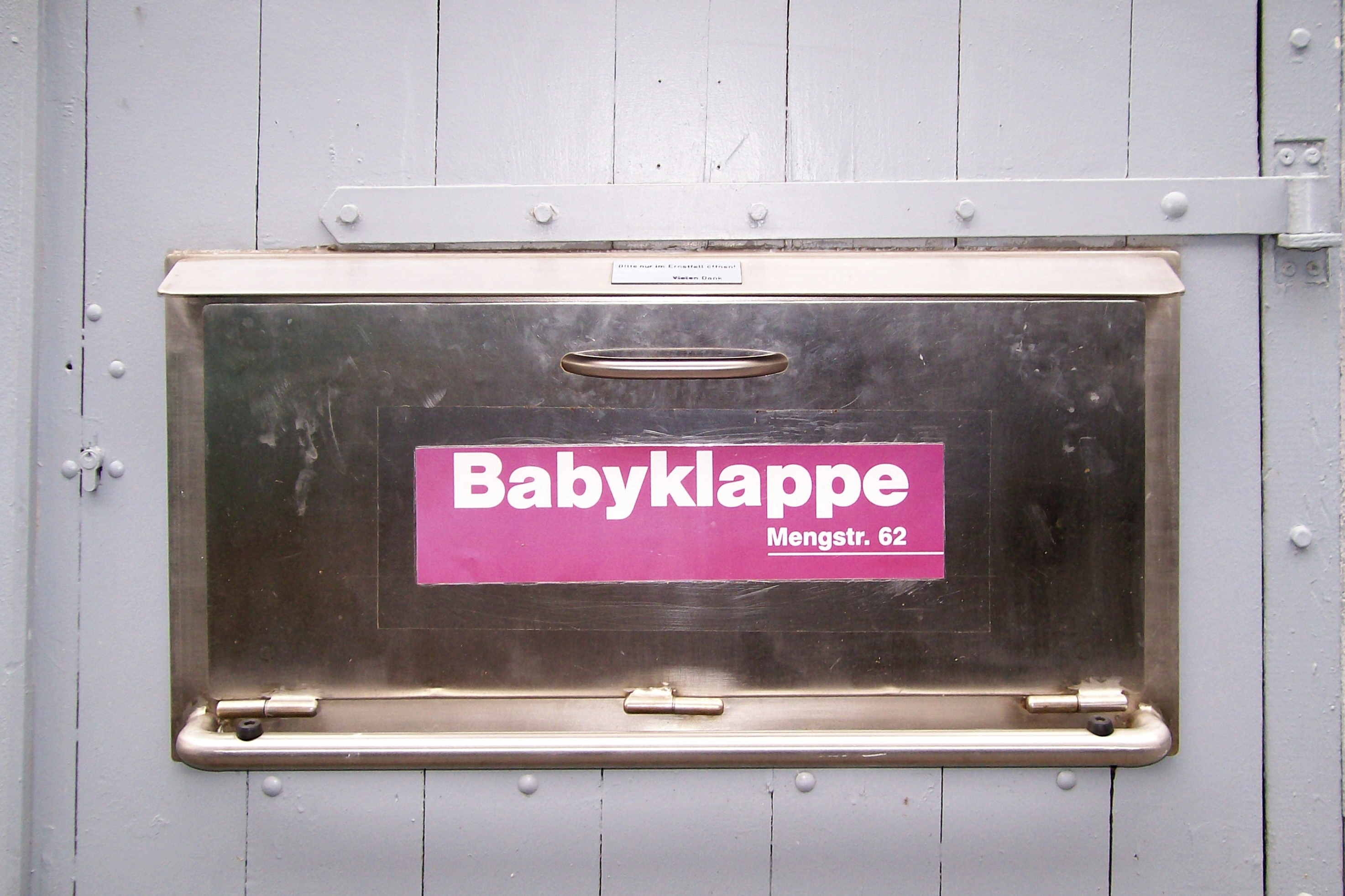
Babyklappe in Haus Nr. 62

Die Mengstraße ist durch die Buddenbrooks von Thomas Mann weltweit die bekannteste Straße des Weltkulturerbes der Lübecker Altstadt. Es ist die einzige Straße, die die Vorfahren zweier Nobelpreisträger beherbergte: die Großeltern Thomas Manns wohnten hier und der leibliche Vater von Willy Brandt, der Lehrer John Möller.

## Verlauf
Die Straße beginnt am geographischen Mittelpunkt der Altstadtinsel, der Kreuzung mit der Breiten Straße und der nach Osten führenden Dr.-Julius-Leber-Straße. Die Mengstraße selbst als eine der historischen Rippenstraßen der romanischen Lübecker Stadtplanung des 12. Jahrhunderts, ist eigentliche eine Grube. Sie führt von der Breiten Straße den Lübecker Altstadthügel hinab zur Trave und endet dort am Hafen gegenüber der Musik- und Kongreßhalle. Im unteren Bereich wird sie über die kleineren Querstraßen, wie die Blocksquerstraße mit der Beckergrube und der Alfstraße verbunden.

## Geschichte
Die Mengstraße wird 1259 erstmals als Mengestrate erwähnt. Sie gehört zum Bereich des alten Lübecker Kaufmannsviertels zwischen dem Hafen an der Trave und dem Lübecker Rathaus am Markt und der angrenzenden Marienkirche. Dieser Bereich wurde beim Luftangriff auf Lübeck am 29. März 1942 am stärksten in Mitleidenschaft gezogen und wie durch ein Wunder hat sich zumindest im unteren Bereich der Mengstraße ein geschlossenes Ensemble von alten Giebelhäusern beidseitig der Straße erhalten. Die Bebauung des Marienkirchhofs wurde im 19. und 20. Jahrhundert zur Mengstraße hin entfernt, so dass sich dieser links der Mengstraße hinter dem Kanzleigebäude als freier Platz zeigt. Die geschlossene Bauzeile der rechten oberen Mengstraße wurde durch die Kriegseinwirkungen stark betroffen. Das Buddenbrookhaus (Nr. 4) ist nur als Fassade erhalten. Unter Denkmalschutz stehen in diesem Bereich noch die Häuser Nr. 6 und die Wehde (Nr. 8 a–d), letztere ist das Pastorat der gegenüberliegenden Marienkirche. Die Fassade des Hauses Nr. 6 mit dem architekturhistorisch bedeutsamen einhüftigen Backsteingiebel wurde nach dem Zweiten Weltkrieg aus der Fischstraße 19 hierher versetzt.
An der Kreuzung Schüsselbuden/Fünfhausen befindet sich bis 2020, bevor man in die Lindenarkaden am Bahnhof zog, in einem gotisierten Neubau der Nachkriegszeit Deutschlands ältestes Verlagshaus Schmidt-Römhild. Gegenüber erinnern auf der Ecke des Marienkirchhofs die Fundamentsteine der ehemaligen Kapelle Maria am Stegel aus gehauenem Granit daran, dass sich in den 1960er Jahren gegen ihren Wiederaufbau und für den Abriss der Außenmauerwerks entschieden wurde.
Das für Lübeck historisch so wichtige Amtshaus der Schonenfahrer in der Mengstraße 18 wurde im 19. Jahrhundert nach dem Übergang auf die Reichspost abgerissen.
Die untere Mengstraße ist in ihrem oberen Teil nach der fast völligen Zerstörung beim Bombenangriff 1942 von nüchterner Wiederaufbausubstanz der 1950er Jahre geprägt. Nr. 26 war einmal der Sitz des ersten Elektrizitätswerks in Lübeck und Sitz der Stadtwerke bis zu ihrem Umzug 1932 in die Moislinger Allee. Nr. 28 beherbergte zwischen 1864 und 1896 das Lübecker Landgericht bis zu seinem Umzug in die Große Burgstraße. Danach diente es verschiedenen behördlichen Zwecken. Am Haus Nr. 36 wurden Reste eines Renaissanceportals in die Wiederaufbausubstanz eingefügt.
Im unteren Teil zur Trave hin hat sich ein herausragendes Ensemble des ansonsten mehr oder weniger komplett zerstörten Kaufmannsviertels erhalten. Unter Denkmalschutz stehen die Häuser 19–35, 41–45 ungerade und 38–44, 48 und 50 (Schabbelhaus), 52–70 gerade. Der untere Teil der Mengstraße gehört nicht zum Flächendenkmal Welterbe.
In der Mengstraße 35 befindet sich Lübecks Kommunales Kino. In Haus Nr. 62, einem privaten Wohnhaus mit klassizistischer Fassade, das im 18. Jahrhundert von dem Lübecker Bürgermeister Georg Blohm bewohnt wurde, richtete eine Lübeckerin 1997 als private Initiative die Lübecker Babyklappe ein. Bis 2007 wurden dort neun Neugeborene abgelegt, die später adoptiert wurden.
Das Haus Mengstraße 70 beherbergte bis 2019 Deutschlands älteste Weinhandlung, die 1678 gegründete Firma Carl Tesdorpf. Der Buchdrucker Hans van Ghetelen ist im Jahr 1480 mit Grunderwerb in der Mengstraße urkundlich nachgewiesen.
Der herausragende kulturgeschichtliche Wert dieses Teils der Mengstraße wird deutlich, wenn man ihn mit denen der weiteren Rippenstraßen zwischen Mengstraße und Holstenstraße vergleicht, in denen nur einzelne erhaltene Gebäudeteile an das frühere Erscheinungsbild erinnern, während ansonsten die schlicht monotone Wiederaufbausubstanz überwiegt.

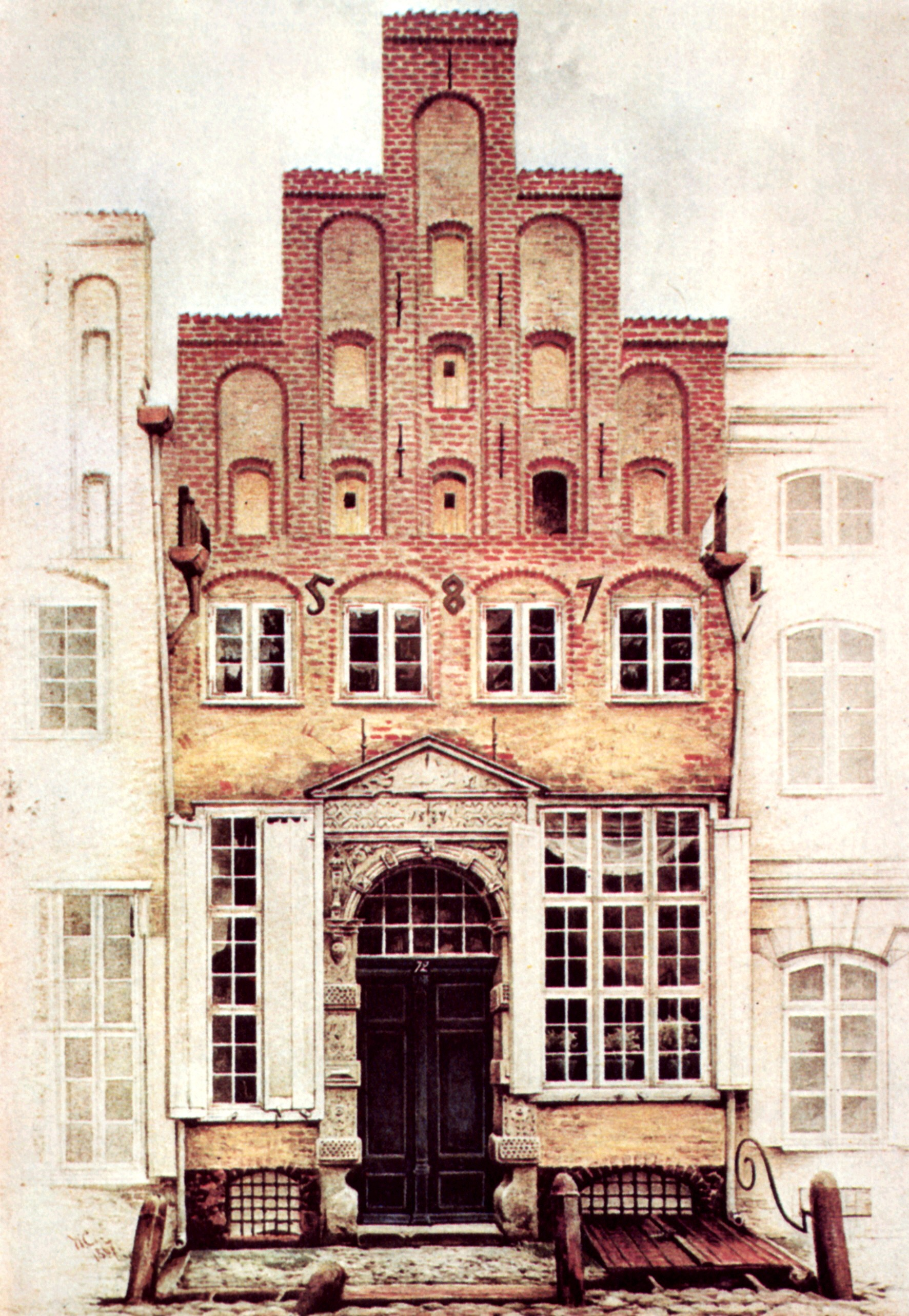
Das Aquarell von J. W. Cordes von 1847 dokumentiert eine für Lübeck typische Haus-Vorplatzsituation mit abgegrenztem Kellerhals: Mengstraße 42 vor dem Umbau zu einem spätklassizistischen Mietshaus
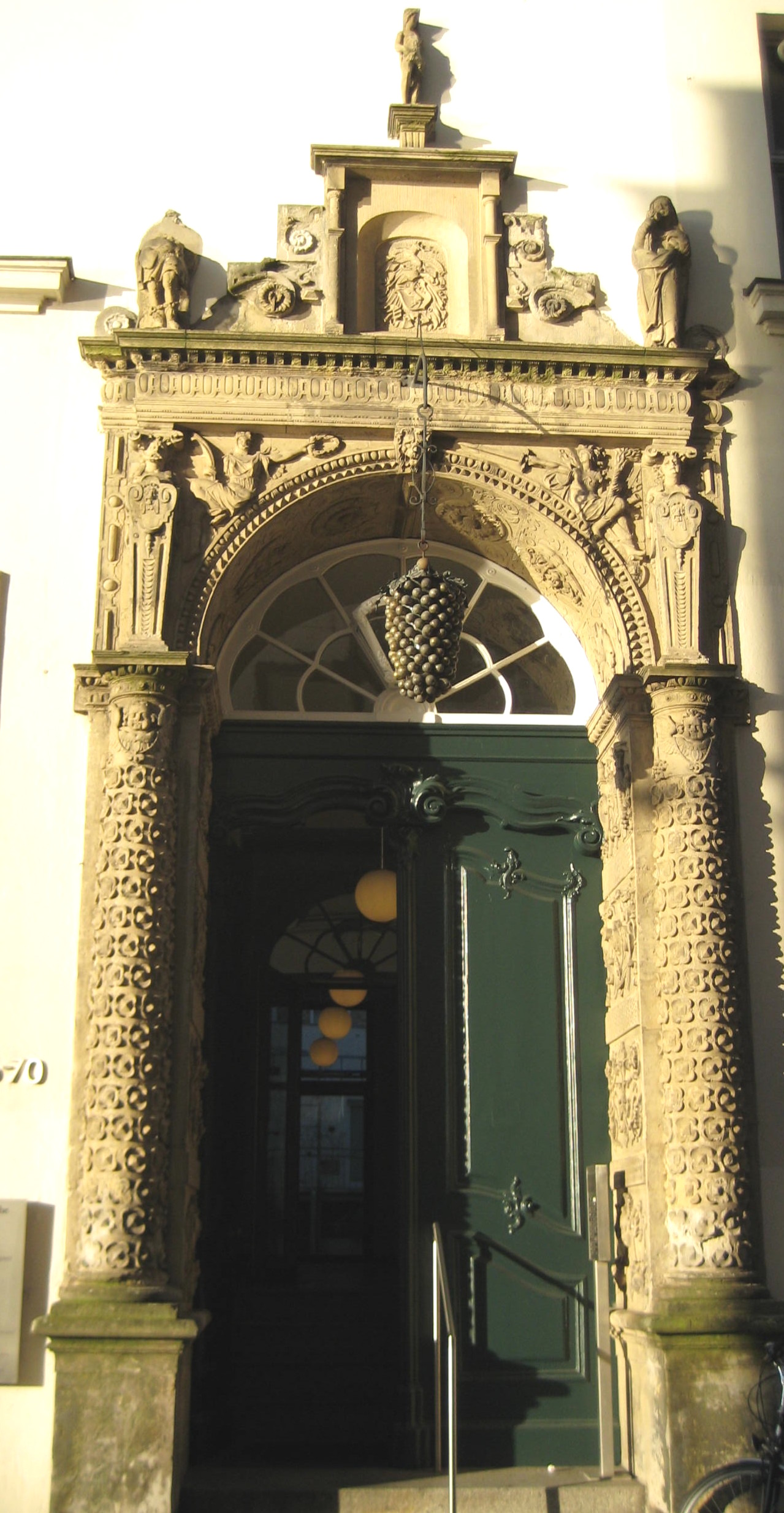
Portal des Hauses Mengstraße 70, ehemals Sitz der Weinhandlung Carl Tesdorpf und des preußischen Konsulats während der Weimarer Republik
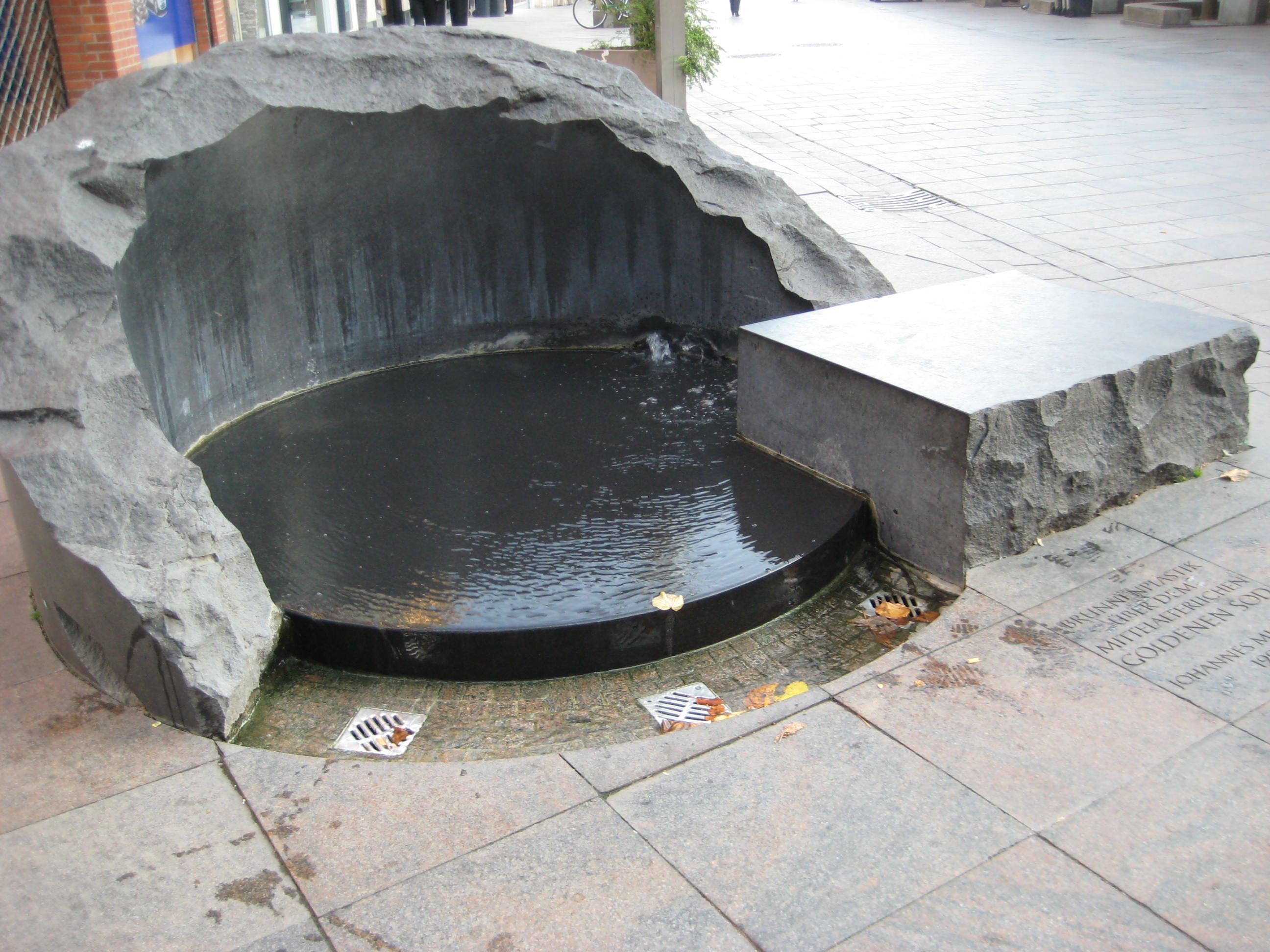
Brunnenplastik Goldener Sod (1991) von Johannes Michler
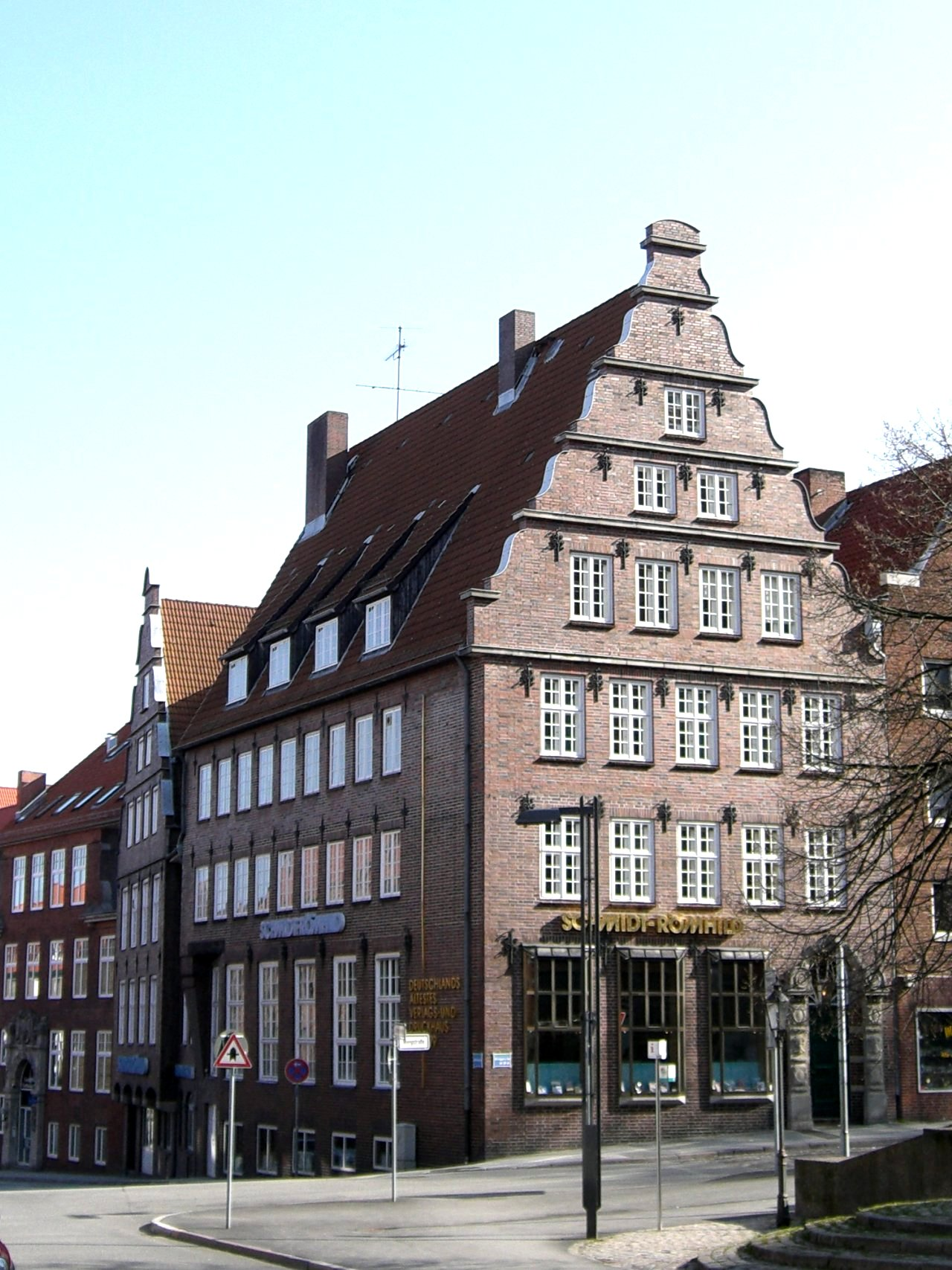
Ehemaliges Verlagshaus Schmidt-Römhild